# آهنگ جاسوس: مأمور مخفی ریجی
آهنگ جاسوس: مأمور مخفی ریجی فیلمی ژاپنی به کارگردانی تاکاشی میکه ساخته‌شده بر اساس مجموعه مانگای موگورا نو اوتا محصول سال ۲۰۱۳ است. این فیلم در ژاپن در تاریخ ۱۵ فوریه ۲۰۱۴ منتشر شد.